# Колеул
Колеул (чул. Кула-аул) — село в Мариинском районе Кемеровской области.
Входит в состав Благовещенского сельского поселения.

## География
Центральная часть населённого пункта расположена на высоте 112 метров над уровнем моря.

## История
Изначально проживали чулымские татары (чулымцы), которые к началу XX века полностью ассимилировались среди русских.
По переписи 1897 года здесь проживало 619 человек, из них 347 чулымцы и 250 русских.

## Население
По данным Всероссийской переписи населения 2010 года, в селе Колеул проживает 330 человек (158 мужчин, 172 женщины).
Национальный состав
По переписи 1897 года основным населением были чулымцы.
Согласно результатам переписи 2002 года, в национальной структуре населения русские составляли 97 %.